# 庚
庚（こう、かのえ）は、十干の7番目である。
陰陽五行説では金性の陽に割り当てられており、ここから日本では「かのえ」（金の兄）ともいう。

## 概要
- 「庚」という漢字は、ある種の楽器を象った象形文字である[1][2][3]。十干の七番目を指す単語に用いるのは仮借による。
- 西暦や皇紀では、下一桁が0の年及び10の倍数の年が庚の年となる。なお、年を表す時の別名は上章[4]。
- 中国語の化合物命名法では、ヘプタン、ヘプチル基など、炭素を7つ含む化合物や官能基に付けられる。
- 「火剋金」と言って、金は火に伏せられるとされることから、火性の最も盛んな夏の時期の庚の日は凶であるとされる。そこで、夏の間の3回の庚の日を三伏という。
- 反対側は、乙（きのと）。
- 恵方は、西南西やや西（255度）。

## 庚を含む干支
- 庚午
- 庚辰
- 庚寅
- 庚子
- 庚戌
- 庚申